# Jiangzhai, Anhui
Jiangzhai (kinesiska: 姜寨) är en köping i östra Kina. Den ligger i Linquan härad i staden Fuyang i provinsen Anhui, omkring 250 kilometer nordväst om provinshuvudstaden Hefei. Antalet invånare är 54738. Befolkningen består av 27 788 kvinnor och 26 950 män. Barn under 15 år utgör 26,0 %, vuxna 15-64 år 63 %, och äldre över 65 år 9,0 %.